# Lấy chồng Tây
Lấy chồng Tây là cụm từ chỉ việc một người phụ nữ Việt Nam (hoặc rộng hơn như phụ nữ các nước Á Đông như Trung Quốc, Hồng Kông, Đài Loan, Hàn Quốc, Nhật Bản...) lập gia đình với một người đàn ông Tây phương (thường là châu Âu, châu Mỹ hoặc châu Úc). Thời Pháp thuộc, người Pháp thực hiện khuyến khích phụ nữ người dân tộc lấy chồng Tây bằng cách miễn thuế, phát ruộng cày cho các gia đình có con gái lấy chồng người Pháp. Những người phụ nữ lấy chồng người Pháp cũng được gọi là "me tây". Hiện nay (đầu thế kỷ 21), lấy chồng Tây đang là xu hướng thời thượng ở Việt Nam. Nhiều nữ nghệ sĩ lấy chồng Tây có cuộc sống hạnh phúc, viên mãn, khiến nhiều người ngưỡng mộ. Tuy nhiên, họ đều có bí quyết riêng, và một số gặp không ít khó khăn, thậm chí phải nói dối, có trường hợp vỡ mộng, gặp hệ lụy trong cuộc sống. Lý do của xu hướng thời thượng này được cho là sự kém cỏi của đàn ông Việt Nam và các ưu điểm của đàn ông Tây như biết chiều phụ nữ, biết chia sẻ việc nhà, sạch sẽ thơm tho, vui tính hài hước, tuyệt vời trong chốn phòng the, không coi trọng trinh tiết.

## Trung Quốc
Đầu thập niên 2010 của thế kỷ 21, xuất hiện xu hướng lấy chồng Tây và các lớp học huấn luyện chinh phục đàn ông Tây trong những người phụ nữ trí thức, giàu có. Xu hướng này đối mặt với nhiều chỉ trích.